# Trimeresurus gunaleni
Espèce
Trimeresurus gunaleni est une espèce de serpents de la famille des Viperidae.

## Répartition
Cette espèce est endémique de Sumatra en Indonésie.

## Description
Les 3 spécimens adultes mâles observés lors de la description originale mesurent entre 638 mm et 732 mm de longueur standard et les 3 spécimens adultes femelles observés lors de la description originale mesurent entre 309 mm et 972 mm de longueur standard.

## Étymologie
Cette espèce est nommée en l'honneur de Danny Gunalen.

## Publication originale
- Vogel, David & Pauwels, 2014 : On Trimeresurus sumatranus (Raffles, 1822), with the designation of a neotype and the description of a new species of pitviper from Sumatra (Squamata: Viperidae: Crotalinae). Amphibian & Reptile Conservation, vol. 8, no 2, p. 1–29 (texte intégral).